# Drupal
Drupal е система за изграждане на сайтове и управление на съдържанието, с помощта на която може бързо и без специални познания по уеб дизайн и програмиране да се поддържа уеб сайт. След инсталацията на Друпал на хостинг сървър, цялата администрация на съдържанието на сайта се осъществява онлайн от административната секция и промените се отразяват незабавно на сайта. Drupal е подходящ за изграждане на личен или фирмен сайт с блог и форум. Има отлични модули и за електронен магазин. Вградените модули дават възможност за подредба на съдържанието по категории, оптимизация за търсачки, публикуване на новини от сайта в други сайтове с RSS и още много полезни функции.
Друпал (Drupal) е система за управление на съдържанието (CMS), написана на езика PHP и използваща в качеството на съхранение на данни релационна база данни (поддържа MySQL, PostgreSQL и други). Drupal е с отворено съдържание, предоставена с лиценза за свободна документация на ГНУ GNU General Public License|GPL, което означава, че може да се сваля и използва свободно както и да се споделя с други. Този отворен развоен модел означава, че хората от който доста ентусиасти постоянно развиват системата за да осигурят едно от първите места на проекта, който предоставя най-новите технологии предоставяни от Web.

## История проекта
През 2000 година белгиецът Дрис Бейтарт започва разработката като ръководител на проекта. Името drupal идва от произношението на холандската дума druppel (капка) и се появява в резултат на случайна грешка. През 2000 година група студенти от университета в Антверпен използват общ ADSL-модем за достъп до Интернет и Дрис Бейтарт създава вътрешен сайт за общуване в тази малка локална мрежа. Програмата, на която работи сайтът, няма име, затова Бейтарт решава да регистрира домейн и в резултат на грешка вместо dorp.org (холандски dorp – село, донякъде уместно име за малко общество) регистрира drop.org (на английски: drop – капка). След като установява грешката, решава, че сгрешеното име звучи по-добре. Аудиторията на сайта с времето се променя и се насочва развитието на новите уеб технологии. Така от любителски експеримент новият сайт се превръща в проект, обслужващ идеите на уеб програмирането. През 2001 г. Бейтарт публикува изходния код на drop.org под названието „Drupal“. Оттогава разработката се премества на по-късно регистрирания сайт drupal.org, който придобил статут на официален сайт на проекта.
От самото начало в проекта са въвлечени стотици хора. Официалните разработчици на ядрото сега са десетки, но много потребители изпращат пачове, включени в кода на системата. Така функционалността се разширява с допълнителни модули, разработени от различни разработчици. Само през 2011 г. са разработени повече от 7000 допълнителни модула.
През 2007 г. Бейтарт, вдъхновен от успехите на Canonical и Red Hat, развили бизнеса си за поддръжка на отворени проекти, създава фирмата Acquia, с цел комерсиалната поддръжка на проекти и услуги, базиращи се на Друпал. През 2008 г. Бейтарт защитава докторска степен по информатика в университета в Гент, Белгия.
С течение на времето се появяват национални общности за ползване на Друпал. Вече работят повече от 30 национални сайта, поддържани на различни езици .

### Лого на проекта
След създаването на Друпал възниква и въпросът, какво да е логото му. Участниците в общността считат, че то трябва да е свързано с капка или с вода. Първото лого на Друпал представлява капка в кръг. С времето се появява идеята капката да има лице. Стивен Витенс (Steven Wittens) създава лого с триизмерна капка, но то не получава масово одобрение, защото триизмерните обекти трудно се редактират, печатат и т.н. Настоящото лого на Друпал е създадено от Кристиян Янсен (Kristjan Jansen). Очите представляват две съединени капки – асоциация със знака за безкрайност – символизиращи безкрайните възможности на Друпал. Всяка национална общност може да видоизмени това лого, добавяйки националния си флаг.

### Награди
- Три пъти – през 2007, 2008 и 2009 година – Друпал получава награда Webware 100 (присъждана на най-добрия настоящ сайт, обслужване и приложение в Интернет);
- Друпал – абсолютен победител Packt Open Source CMS през 2008 г. и победител в категория PHP през 2008 и 2009 г. Основен съперник на Друпал е Joomla!. Победителя се избира от жури от експерти в своите области, а също и посетители на сайта Packt.
- Победител в конкурса „Best open source applications 2010“ в категория „Най-добра система за управление на уеб-съдържание.

### Версии
| Основни версии | Дата на излизане  |
| -------------- | ----------------- |
| 1.0            | 15 януари 2001    |
| 2.0            | 15 март 2001      |
| 3.0            | 15 септември 2001 |
| 4.0            | 16 януари 2002    |
| 4.5            | 16 октомври 2004  |
| 4.6            | 16 април 2005     |
| 4.7            | 16 май 2006       |
| 5.0            | 15 януари 2007    |
| 6.0            | 13 февруари 2008  |
| 7.0            | 5 януари 2011     |
| 8.0            | TBA               |

Интересът към Друпал значително се увеличава през 2003 г., когато е използвана за направата на страницата „DeanSpace“ за Хауърд Дийн – кандидат за президент на САЩ от Демократическата партия през 2004 г. DeanSpace използва свободното споделяне на Друпал, за да поддържа около 50 различни неофициални уеб сайта, които позволяват на потребителите им да общуват както помежду си, така и с организаторите на кампанията. След края на кампанията на Дийн, някои от членовете на неговия уеб екип продължават да развиват платформата като възможност за подпомагане на политическата активност като през 2004 г. създават CivicSpace Labs – първата компания със служители, работещи на пълен работен ден, която развива и разширява технологията на Друпал. Други компании също започват да се специализират в развитието на Друпал. Към 2013 година стотици уеб сайтове предлагат услуги, базирани на Друпал.
Днес Друпал се развива от общност и популярността и нараства бързо. От юли 2007 година до юни 2008 година, Друпал е изтеглен повече от 1,4 милиона пъти от официалния сайт Drupal.org, което е покачване от 125% в сравнение с предходната година.
Към януари 2017 г. повече от 1 180 000 сайта използват Друпал. Това включва стотици добре познати организации, включително медийни и издателски компании, правителства, нестопански организации, училища и личности.
На 5 март 2009 г. Дрис Бейтарт анонсира code freeze за Друпал 7 от 1 септември 2009 г. Друпал 7 е представена на 5 януари 2011 с парти в няколко държави. След това се прекратява поддръжката на Друпал 5, поддържат се само Друпал 6 и Друпал 7. Актуализации на поддръжката на Друпал 7 излизат регулярно.
Друпал 8.0.0 излиза на 19 ноември 2015 г. Налична е и нейна последваща актуализация – Друпал 8.1.0, която съдържа много подобрения, вкл. подобрения по CKEditor и WYSIWYG, добавени APIs, подобрена помощна страница и два нови експериментални модула за тестови цели, които все още не се поддържат напълно.

## Принципи
Модулност и разширяемост. Друпал се стреми да предостави малко, мощно ядро Drupal предоставящо лесно разширяване чрез потребителски модули.
Качествено кодиране. Високо качествения, елегантен, документиран код е приоритет пред грубата функционалност.
Вградени стандарти. Друпал поддържа установени и нови стандарти. Специфичните целеви стандарти включват XHTML и CSS.
Ниски ресурсни изисквания. За да осигури висока производителност, Друпал се стреми към ниско кодиране на профила (например чрез минимизиране на заявките от базите данни). Друпал също така има минимални, широко достъпни изисквания за софтуера на сървъра. Конкретно Друпал трябва да е изцяло работеща на платформа с уеб сървър, РНР, и една от MySQL или PostgreSQL.
Отворено съдържание. Друпал е основана на философията за отворено съдържание, свободен софтуер и лиценз на ГНУ. Проектът с отворено съдържание Друпал изгражда и поддържа други проекти с отворено съдържание. Конкретно Друпал е кодиран на скриптовия език с отворено съдържание РНР и поддържа основно данни с отворено съдържание като MySQL and PostgreSQL.
Леснота при използване. Друпал се стреми към висок стандарт на използване от разработчици, администратори и потребители.
Сътрудничество.

### Поддържани езици
Към август 2013 Друпал е достъпна на 110 езика като английски е по подразбиране.  Има поддръжка и на езици, пишещи от дясно наляво като арабски, персийски и иврит.

## Ядро
В общността на Друпал, под понятието ядро се разбира нещо извън директорията на сайта в инсталацията на Друпал. Ядрото на Друпал е основна част на Друпал. В базовата конфигурация съдържанието на уебсайт на Друпал може да се развива от регистриран или анонимен потребител (при разрешение от администратора) и е достъпен до уеб-потребители чрез различни критерии за избор. Ядрото на Друпал включва йерархична таксиномична система, която позволява съдържанието да бъде категоризирано или маркирани с ключови думи за по-лесен достъп.

### Модули на ядрото
Друпал има незадължителни модули, които могат да бъдат разрешени от администратора, за да се разшири функционалността на ядрото на уебсайта.
Дистрибуциите на ядрото на Друпал предоставят много свойства, включващи:
- Access statistics and logging

- Advanced search

- Blogs, books, comments, forums, and polls

- Caching and feature throttling for improved performance

- Descriptive URLs

- Multi-level menu system

- Multi-site support

- Multi-user content creation and editing

- OpenID support

- RSS feed and feed aggregator

- Security and new release update notification

- User profiles

- Various access control restrictions (user roles, IP addresses, email)

- Workflow tools (triggers and actions)

### Теми на ядрото
Ядрото на Друпал включва теми, които предоставят възможност за настройка на сайтовете, като например Garland and Bartik.

Модулът за цветове, представен първоначално в Друпал 5.0 позволява на администратора да променя цветовата схема на темите чрез интерфейс в браузъра.

### Автоматични известия за ъпдейти
Друпал може автоматично да предупреждава администратора за нови версии на модули, теми или за актуализация на ядрото.

## Методи на структурирано съдържание
В Друпал е предоставена гъвкава схема за организация на структурата на сайтове на основа на таксиномия. Таксиномия – механизъм, позволяващ създаването на произволно количество тематични категории за съдържанието на сайт и асоциирането им с модули, обезпечаващи входа и изхода на информация. Категориите могат да бъдат обикновен или йерархически списък, с произволно сложна структура, където елементите могат да имат няколко „родителски“ и дъщерни елементи. С помощта на тази схема и модули е възможно организирането на различни варианти на структуриране на съдържанието. Например, лесно се създава списък по ключова дума за всички документи в сайта.
Със създаването на разширението Content Construction Kit (CCK) в Друпал се появи друга парадигма. CCK позволява допълването на документи с нови полета от различен тип – от поле за въвеждане на URL и email, до поле за съхранение и изобразяване на мултимедийни файлове. Така, също посредством допълнителния модул към CCK, може да се организира връзка между документи, неизползващи механизма на таксиномия.

### Механизъм на разширяваща се функционалност
Друпал има модулна архитектура с компактно ядро, предоставящо приложно-програмен интерфейс (API), към който може да се обръщат модулите. Стандартният набор от модули включва функции като лента на новини, блог, форум, теглене на файлове, сборник на новини, гласуване и др. Дизайнът на сайта се изменя също с помощта на модул за оформяне на тема.

### Модули
Ето и примери за най-често използваните модули, които могат да бъдат изтеглени от хранилището (repository) на drupal.org:
- Views[15] – модул с интерфейс за създаване на различни списъци

- Panels[16] – предоставя възможност за разбиване съдържанието на страница по панели (по-продуктивно използване на стандартните панели на Друпал)

- Services[17] —създаване на собствени уеб услуги, например XMLRPC или REST

- WYSIWYG[18] – модул за работа с WYSIWYG редактори; позволява едновременното използване на няколко редактора (CKEditor, TinyMCE, WYSIWYG)

- Apachesolr[19] – интеграция с Apache SOLR

- Panels everywhere[20] – предоставя възможност за използване на главния панел за направата на целия сайт, с последващото ѝ вкарване на други панели

- Features[21] – позволява сливането на определени бази данни в кода във вид на модули с последващ трансфер

- Backup and migrate (BAM)[22] – възможност за дъмп и възстановяване на базата напълно или частично

- Views bulk operations[23] – групови операции над обекти в списъци

- Devel[24] – набор средства и функции за бърза разработка

- Drush[25] – Drupal shell, пакет за работа с Друпал и модули чрез конзолата (достъпен в репозиторито на последните версии на Ubuntu)

- Memcache[26] – интеграция със сървъри memcached

- Ubercart – система за електронна търговия

## Сайтове използващи Друпал
- White House
- Mozilla Firefox
- UBUNTU
- Jabber
- Бритни Спиърс
- Дженифър Лопес
- Playboy Германия
- Ози Озбърн
- Eclipse
- NASA
- Харвард
- ООН
- ООН
- 20th Century Fox
- Sony
- Discovery Channel
- Die Zeit
- Die Welt
- Greanpeace UK
- Yahoo!
- DivX!
- Android BG
- Модули за Drupal

## Книги
- Pol, Kristen. Drupal 7 Multilingual Sites.   Birmingham, England, Packt Publishing, 2012. ISBN 978-1-84951-818-5.
- Mercer, David. Drupal 7.   Birmingham, England, Packt Publishing, 2010. ISBN 1-84951-286-8.
- Travis, Brian. Pro Drupal 7 for Windows Developers.   Berkeley, APress, 2011. ISBN 978-1-4302-3153-0.
- Butcher, Matt и др. Drupal 7 Module Development.   Birmingham, England, Packt Publishing, 2010. ISBN 978-1-84951-116-2.
- Bhavin, Patel. Drupal 6 Panels Cookbook.   Canada, Packt Publishing, Aug 2010. ISBN 1-84951-118-7.
- Beighley, Lynn. Drupal for Dummies.   New York, For Dummies, 2009. ISBN 978-0-470-55611-5.
- Herremans, D. Drupal 6: Ultimate Community Site Guide.   Switzerland, 2009. ISBN 978-2-8399-0490-2.
- Kafer, Konstantin и др. Front End Drupal: Designing, Theming, Scripting.   Jersey, USA, Prentice Hall, Apr 2009. ISBN 0-13-713669-2.